# نجم الدين الدهلي
أبو الخير سعيد بن عبد الله الحريري الدهلي (712 - 749 هـ / 1312م - 1349م) الحافظ المفيد الرحال نجم الدين الجلالي مولاهم الحنبلي نشأ ببغداد وطلب الحديث ثم قدم دمشق فسمع ابن الرضي وبنت الكمال والجزري والمزي وخلائق وسمع بمصر وحلب وحماة والثغر والقدس فأكثر وجمع فأوعى وكانت له معرفة جيدة بأحوال الرواة ومواليدهم ووفياتهم عارفا بمعاني الحديث وفقهه، قال الذهبي له عمل جيد وهمة في التاريخ وتكثير المشايخ والاجزاء وهو ذكي صحيح الذهن عارف بالرجال حافظ مات في طاعون سنة تسع وأربعين عن بضع وثلاثين سنة

## مؤلفاته
ترك أبو الخير سعيد مؤلفات شهيره شملت أشياء كُثر منها :
- تفتت الأكباد ، في واقعة بغداد
- مجموع ( تراجم - خ ) لبعض أعيان دمشق وبغداد

منه نسخة في خزانة عابدين بدمشق